# مرصد سدير
مرصد سدير (مرصد حوطة سدير) هو مرصد فلكي تملكه وتديره جامعة المجمعة في حوطة سدير. ويقع مرصد جامعة المجمعة في حوطة سدير على طريق الملك خالد، ويختص بإعداد التقارير الخاصة بظروف رصد الأهلة لكل شهر، وإعلان رؤية هلال شهر رمضان وكذلك شهر شوال. وتم اختيار مدينة حوطة سدير لرصد وترائي الأهلة من قبل فريق علمي متخصص من أساتذة الفلك بجامعة الملك سعود قديمًا، والذين أمضوا ما يقارب من 6 أشهر، حتى أجمعوا على تحديد موقع يقع جنوب غرب مدينة حوطة سدير كأفضل موقع للترائي، ومتابعة حركة الأجرام السماوية والمجموعات النجمية.

## الموقع
تقع المدينة بأرض جبلية صخرية نادرًا ما تثيرها الرياح، وارتفاع يتراوح ما بين 780 إلى 930 مترًا عن سطح البحر، وابتعادها عن مناطق التلوث الصناعي والبيئي إلى جانب ذلك يختص المرصد بإجراء الحسابات الفلكية، والتقاويم الهجرية، واتجاه القبلة، وإمساكية رمضان وغيرها.
ويرتفع المرصد 915 متر عن سطح البحر.

## تاريخ الإنشاء
أنشئ في 1436 هـ، وقد افتتحه مدير جامعة المجمعة الدكتور: خالد بن سعد المقرن، بحضور رئيس مركز حوطة سدير: فهد بن صالح الزكري ووفد من الخبراء الفلكيين اليابانيين وعميد كلية العلوم الإنسانية الدكتور طارق البهلال، وجمع من قيادات الجامعة ووكلاء الجامعة، ومديري الدوائر الحكومية بحوطة سدير، وعدد من أهالي حوطة سدير.

## روابط خارجية
- جامعة المجمعة